# Xenentodon

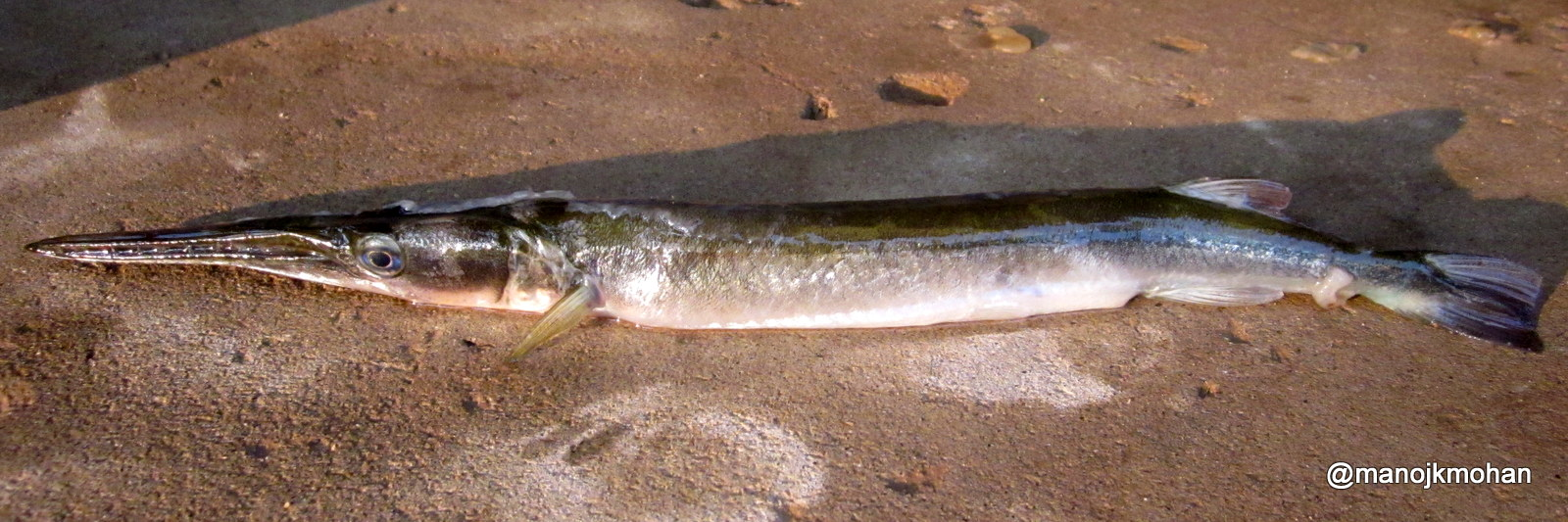
Xenentodon cancila capturat al riu Chalakudi (l'Índia)

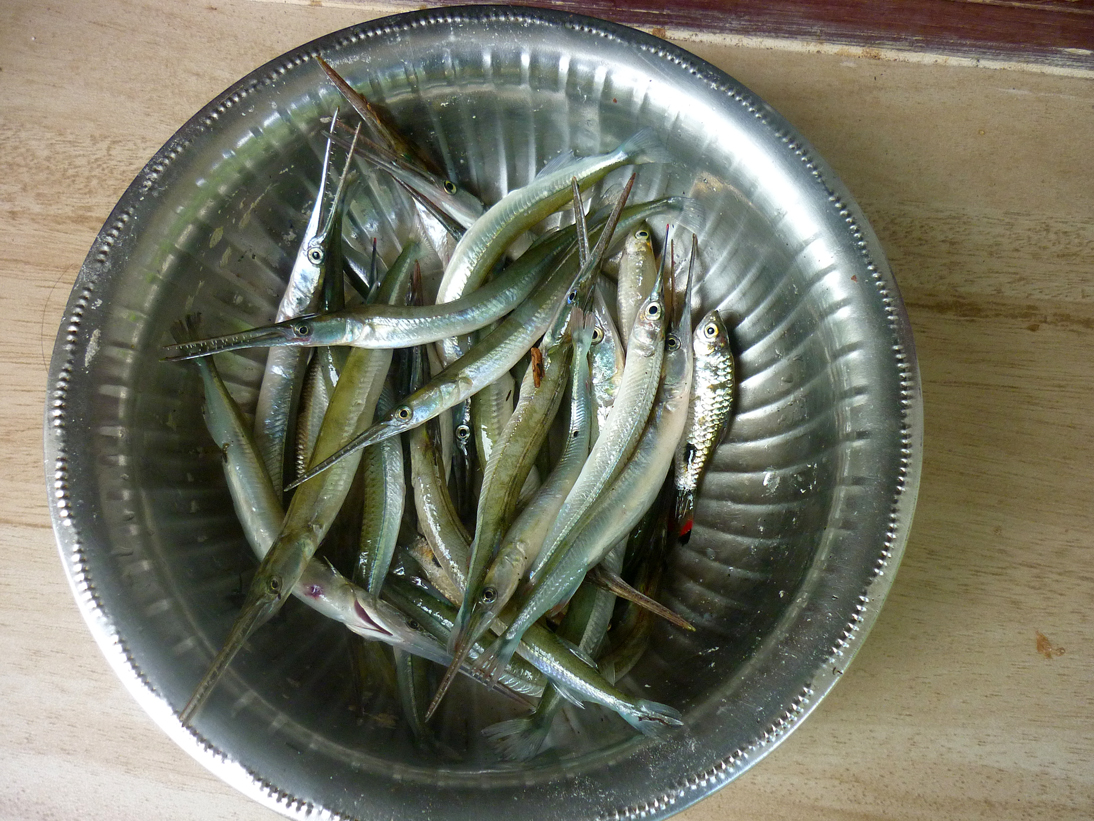
Xenentodon cancila

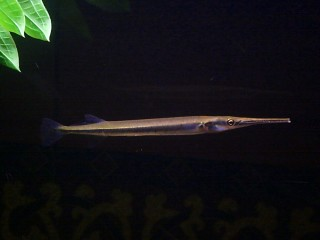
Xenentodon cancila

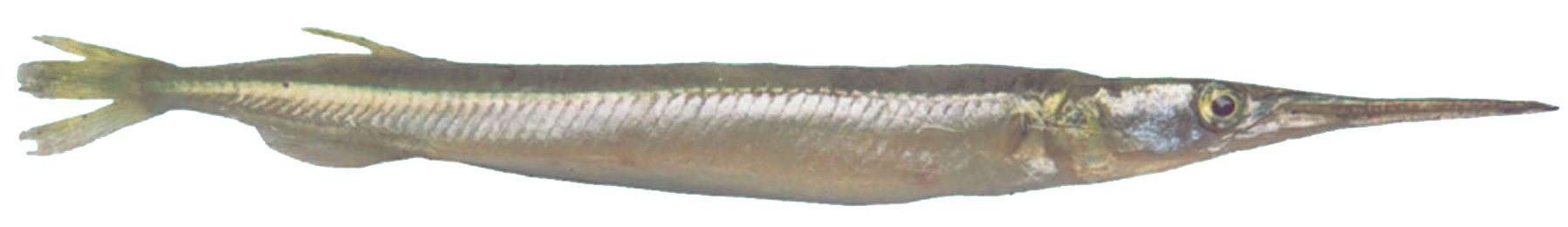
Xenentodon cancila pescat al riu Kathani (conca del riu Wainganga a Maharashtra, l'Índia)

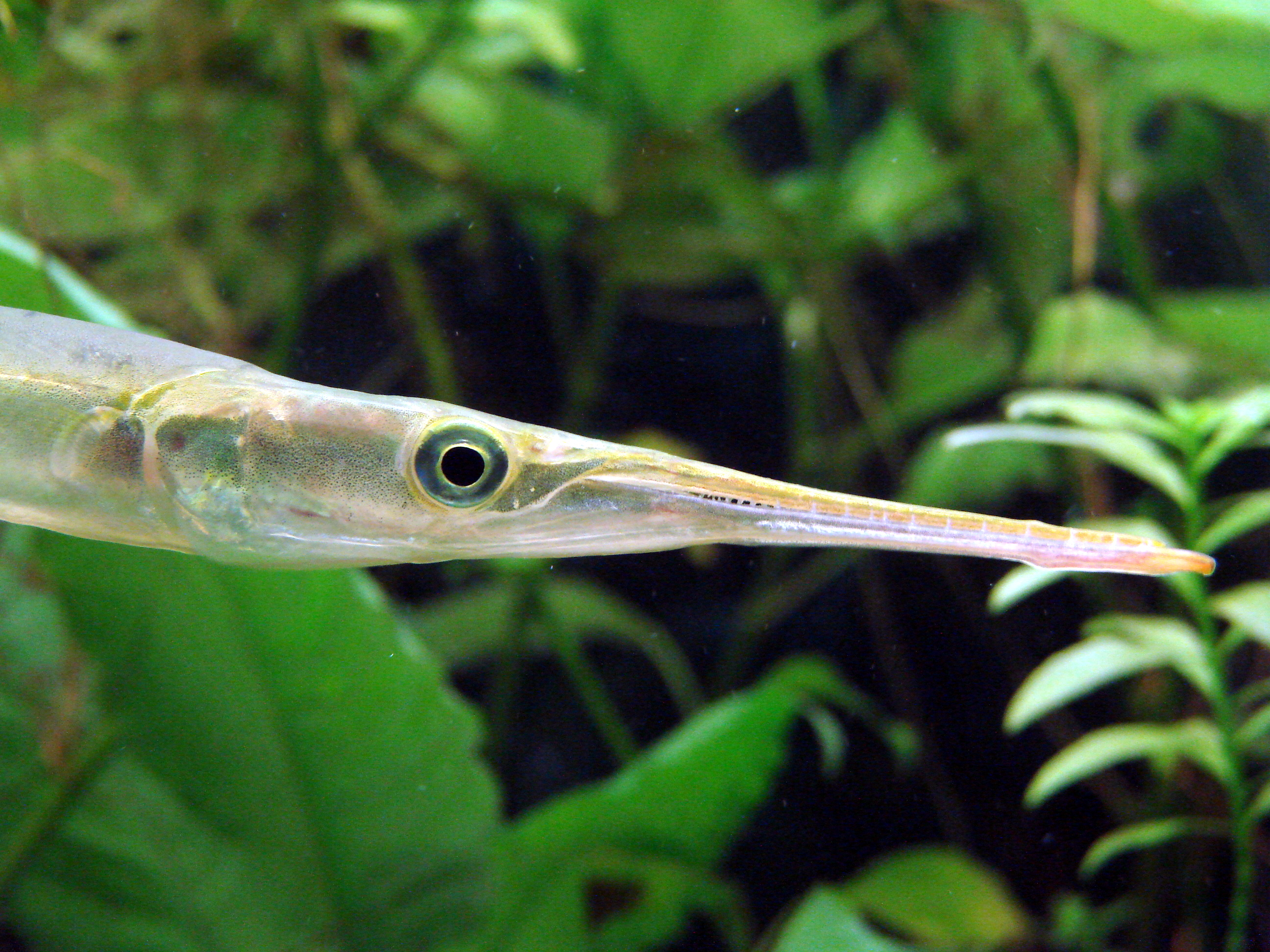
Cap de Xenentodon cancila

Xenentodon és un gènere de peixos pertanyent a la família dels belònids i a l'ordre dels beloniformes. Es troba a Àsia: des del Pakistan, l'Índia (com ara, els Ghats Occidentals i els estats de Maharashtra, Karnataka, Tripura, Tamil Nadu i Kerala) i Sri Lanka fins al riu Mekong, incloent-hi el Nepal, Bhutan, Bangladesh, Myanmar, Tailàndia, Cambodja, Laos, el Vietnam, Malàisia i Indonèsia, els rius Brahmaputra i Ganges, i els llacs Tonle Sap i Chilka. Xenentodon cancila fou introduït a les illes Hawaii l'any 1988.
El nom Xenentodon prové dels mots grecs xenos (estrany) i odous (dents).
Les principals amenaces per a Xenentodon cancila són la degradació o desaparició del seu hàbitat a l'Índia a causa de la pèrdua dels aiguamolls i la sedimentació provocada per la desforestació mentre que, en el cas de Xenentodon canciloides, és la construcció de preses, ja que entorpeixen les seues migracions.

## Cladograma
| Xenentodon (Regan, 1911) | \| \| Xenentodon cancila (Hamilton, 1822)[30] \| \| \| \| \| \| Xenentodon canciloides(Bleeker, 1853)[31][32][33][34] \| \| \| \| |
|                          | \| \| Xenentodon cancila (Hamilton, 1822)[30] \| \| \| \| \| \| Xenentodon canciloides(Bleeker, 1853)[31][32][33][34] \| \| \| \| |
|                          | Ablennes |
|                          | |
|                          | Belone |
|                          | |
|                          | Belonion |
|                          | |
|                          | Petalichthys |
|                          | |
|                          | Platybelone |
|                          | |
|                          | Potamorrhaphis |
|                          | |
|                          | Pseudotylosurus |
|                          | |
|                          | Strongylura |
|                          | |
|                          | Tylosurus |
|                          | |
|                          | Xenentodon cancila (Hamilton, 1822)                                                                                               |
|                          | |
|                          | Xenentodon canciloides(Bleeker, 1853)                                                                                             |
|                          | |

|  | Xenentodon cancila (Hamilton, 1822)   |
|  |                                       |
|  | Xenentodon canciloides(Bleeker, 1853) |
|  |                                       |